# Крила Португалії
Крила Португалії (порт. Asas de Portugal) — пілотажна група португальських ВПС. Складається з чотирьох літаків Alpha Jet (зазвичай виступають лише два). Команда є частиною 103 ескадрильї і базується на 11-й авіабазі в Бежі.

## Історія
Asas de Portugal стала третьою португальською пілотажною групою: до того існували команди Dragões і São Jorge, що виступали на реактивних винищувачах F-84G і зрештою були розформовані через початок Колоніальної війни.
В 1977 році наказом начальника штабу ВПС Португалії було створено нову пілотажну групу Asas de Portugal для представлення ВПС на фестивалі Royal International Air Tattoo. Протягом 13 років Asas de Portugal числилася у складі Ескадрильї 102, базувалася разом з нею на аеродромі Сінтра та експлуатувала літаки Cessna T-37C.
9 грудня 1990 року сталася аварія одного з T-37C команди. Під час тренувального польоту літак зазнав катастрофічної поломки крила і впав у річку Тахо, внаслідок чого його пілот Хосе Магальяйнш да Коста загинув. Ця катастрофа спонукала до перевірки всього авіафлоту, яка показала, що майже всі літаки Т-37 у складі PoAF мають спричинені втомою матеріалу мікротріщини в структурі крил. Ремонт до стану льотної придатності було визнано фінансово недоцільним. Почалося виведення всіх Т-37 з використання, внаслідок чого діяльність Asas de Portugal також була припинена у 1990 році.
У 1997 році команда була відновлена, інтегрована зі 103 ескадрильєю та оснащена реактивними літаками Dassault-Breguet/Dornier Alpha, що раніше належали Люфтваффе. До команди входило сім пілотів. Перший публічний виступ на цих літаках відбувся 27 червня 1997 року на святкуванні 45-ї річниці ВПС Португалії в Сінтрі.
У 1998 році діяльність команди було знову призупинено з матеріально-технічних причин.
У 2001 з нагоди 50-річчя ВПС Asas de Portugal було тимчасово відновлено під назвою Parelha da Cruz de Cristo у кількості двох літаків для 16-хвилинного виступу на пам'ятних заходах.
У 2005 році команду було відновлено остаточно і знову об'єднано зі 103 ескадрильєю, що базується на авіабазі Бежа.
В 2010 році, перед початком сезону авіашоу, діяльність команди знову було припинено через аварію, що сталася під час проходу на дуже низькій висоті. У 2014 році команда виступала на двох літаках на авіашоу на честь 100 років ВПС Швейцарії Air14 на військовому аеродромі Паєрн.

## Галерея

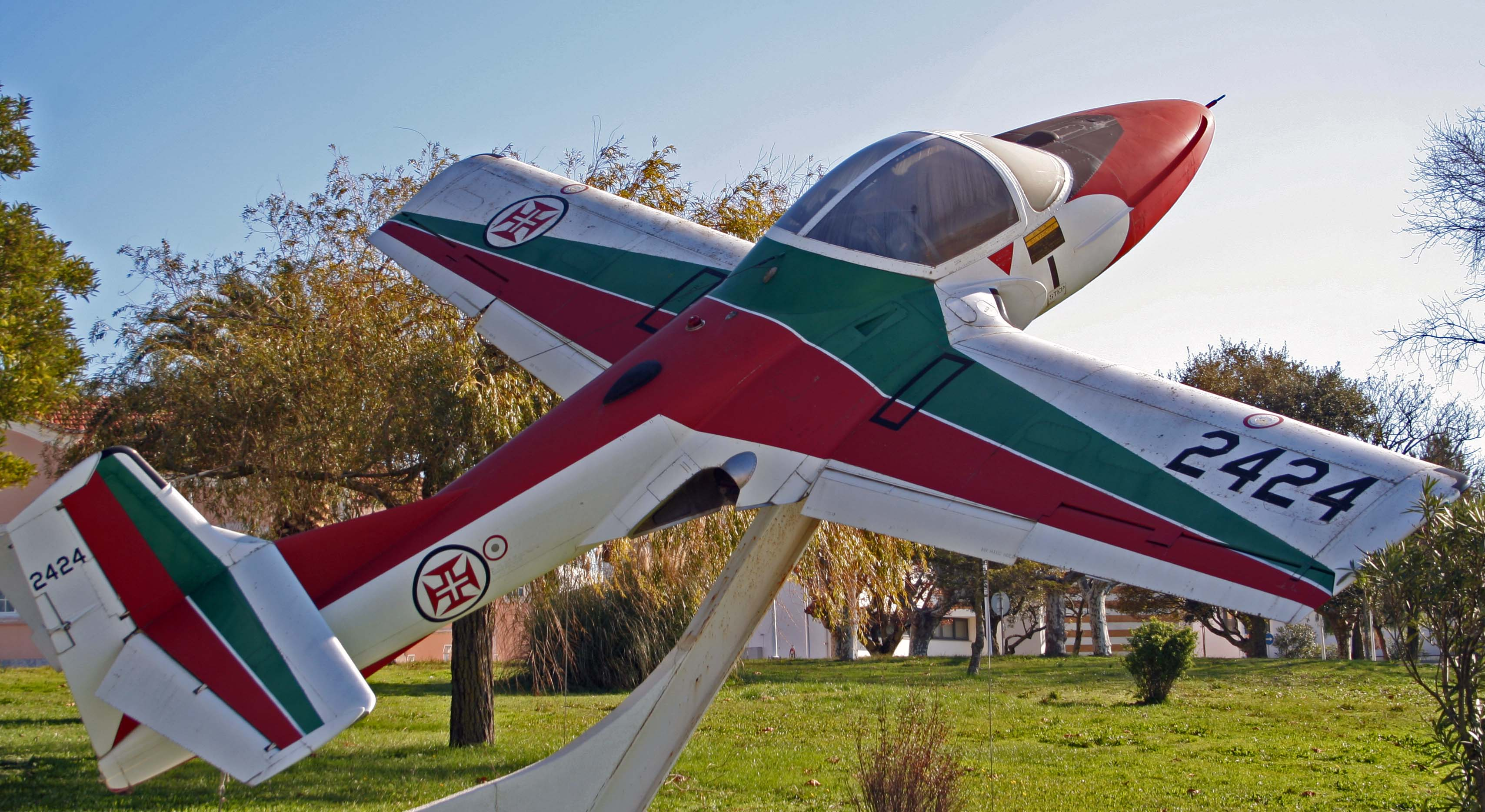
Т-37 у кольорах команди на статичній експозиції, 2005
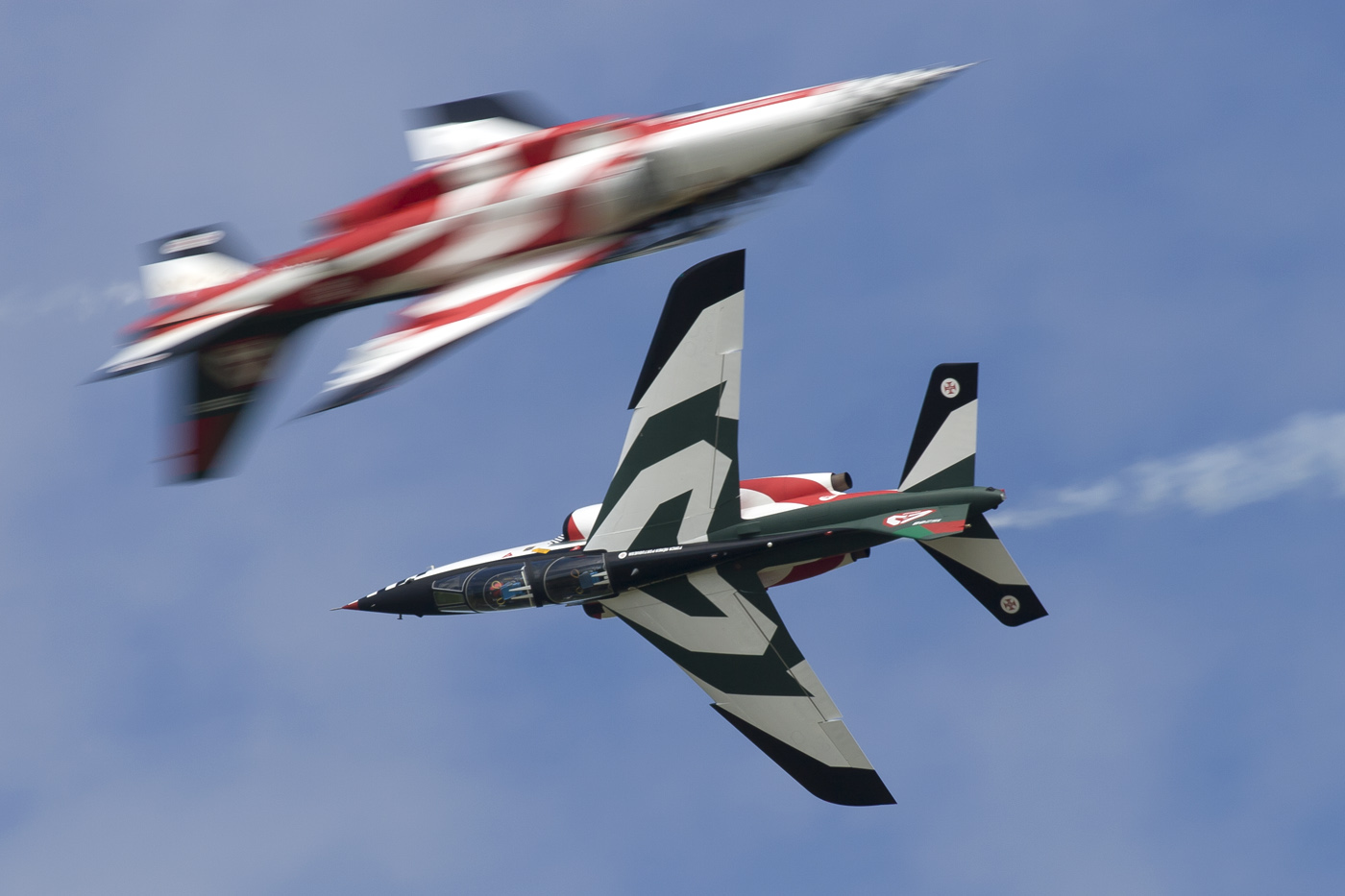
2006
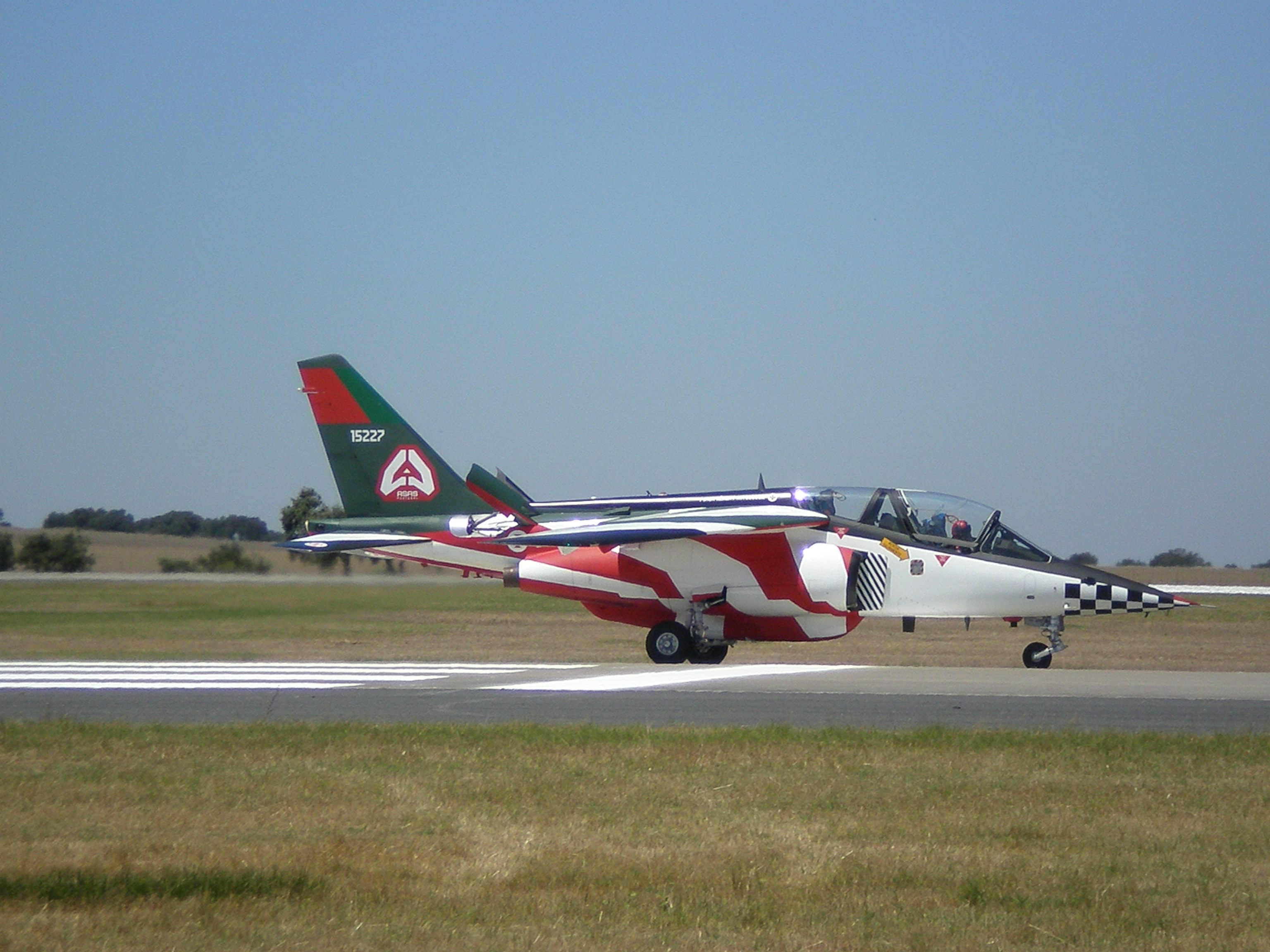
Один з Dassault/Dornier Alpha Jet команди під час святкування 55-ї річниці ВПС Португалії на авіабазі Бежа, 2007
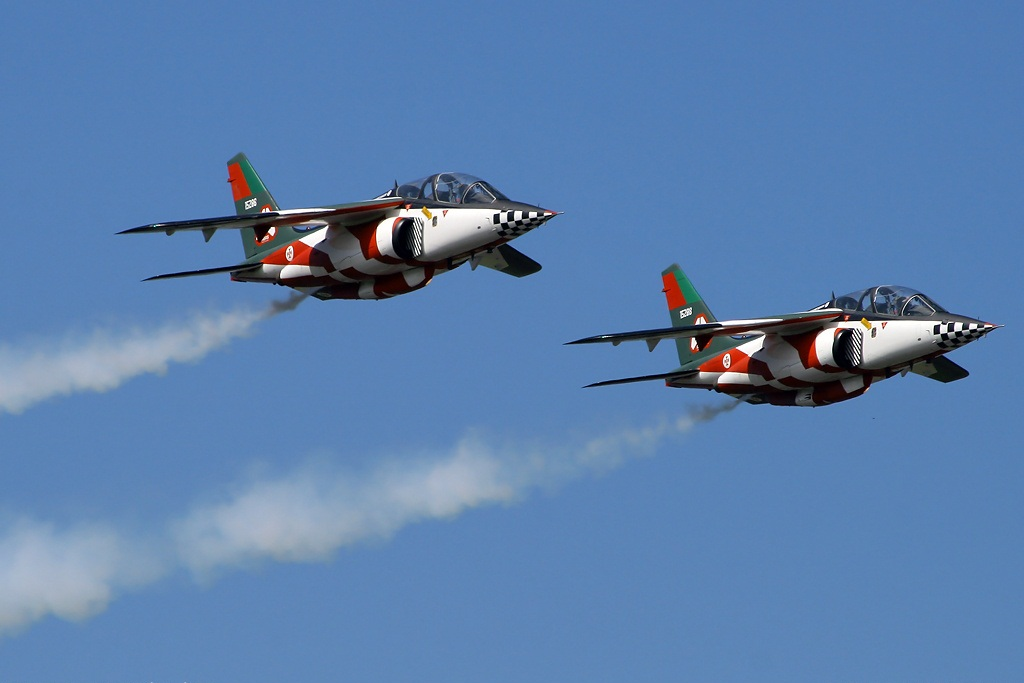
2008
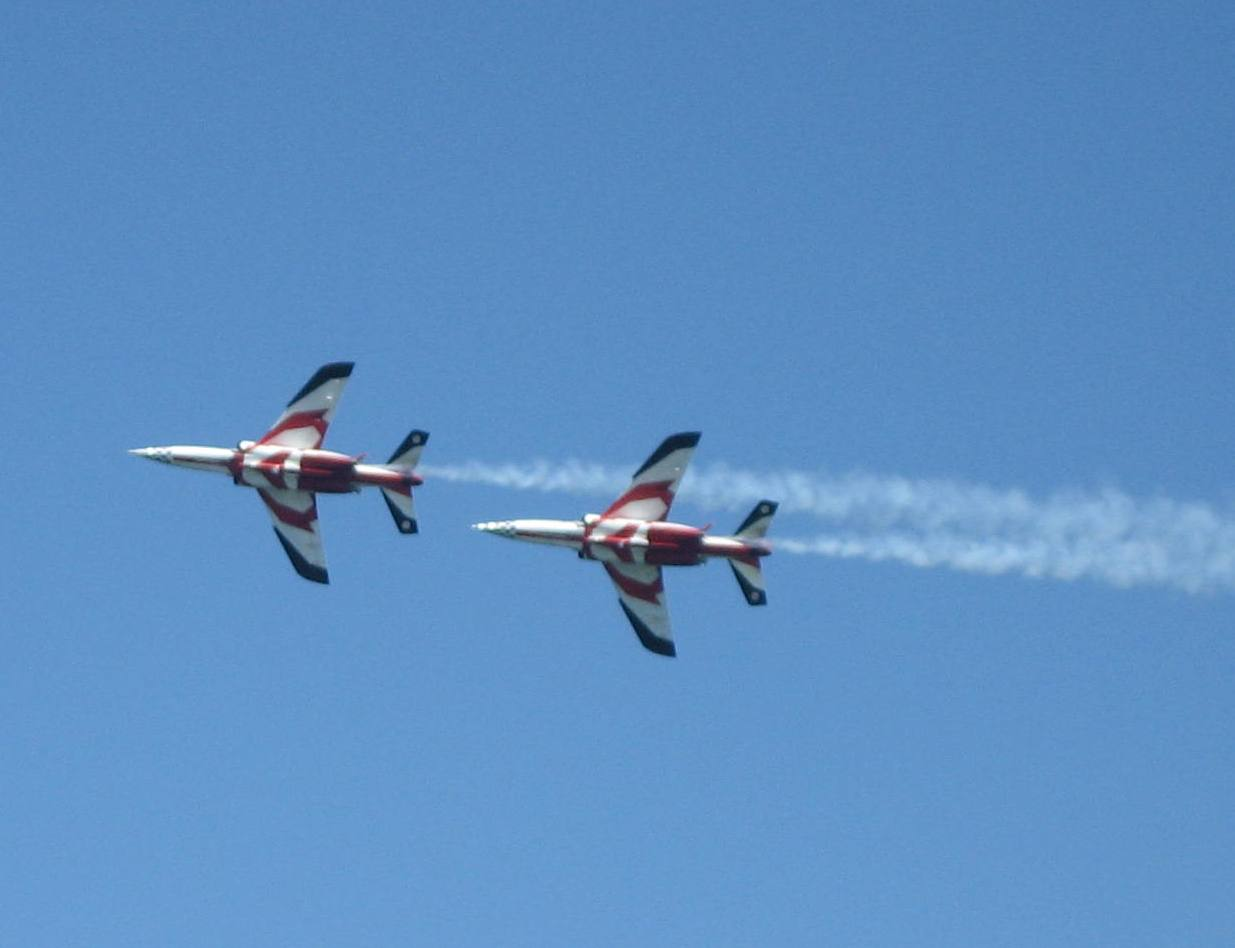
На фестивалі Vigo Air, Іспанія, 19 липня 2009